# David García Zubiria
David García Zubiria (Ibero, Navarra, 14 de febrero de 1994) es un futbolista español que juega como defensa en el Al-Rayyan S.C. de la Qatar Stars League de Catar.

## Biografía
Se formó en la cantera de Osasuna, debutó en el primer equipo en Segunda División en el año 2015. Sus mayores logros fueron los dos ascensos a la Primera División.
El central de Ibero, fue cedido en el mercado de invierno de la temporada 2017/18 a la Cultural Leonesa en busca de los minutos que no contaba con Diego Martínez.
Tras su vuelta de la cesión y con el paso de las temporadas se fue asentando en el equipo como una pieza fundamental, hasta tal punto que es considerado como uno de los mejores defensas centrales de la Liga Española destacando sobre todo en el juego aéreo.
El 28 de marzo de 2023, fue convocado por primera vez por la Selección absoluta, para la disputa de dos partidos de clasificación para la Eurocopa 2024.
Finalmente, tras 10 temporadas y 350 partidos con Osasuna, siendo el segundo capitán y uno de los jugadores más queridos y populares del club, el 1 de agosto de 2024, David García fue traspasado al equipo catarí Al-Rayyan por una suma total de 8,75 millones de euros, que podría llegar a ser 10 millones si se cumplen todas las variables.

## Selección nacional
El 17 de marzo de 2023, es convocado con la Selección Española para la disputa de dos partidos oficiales de clasificación para la Eurocopa 2024 ante Noruega y Escocia. Finalmente hizo su debut oficial con la selección española el 28 de marzo de 2023, disputando los 90 minutos ante Escocia en partido de clasificación para la Eurocopa 2024.

## Clubes
| Club                      | País   | Año       |
| ------------------------- | ------ | --------- |
| C. A. Osasuna B           | España | 2011-2014 |
| C. A. Osasuna             | España | 2014-2024 |
| Cultural Leonesa (Cedido) | España | 2018      |
| Al-Rayyan S.C.            | Catar  | 2024-     |

Debut en 1.ª División: 19 de agosto de 2016, Málaga C. F. 1-1 C. A. Osasuna
| Temporadas en 1.ª | Partidos en 1.ª | Goles en 1.ª | Partidos en Copa | Goles en Copa | Internacional |
| ----------------- | --------------- | ------------ | ---------------- | ------------- | ------------- |
| 6                 | 186             | 8            | 18               | 1             | 3             |